# جيرامايا بيتزوي
جيرامايا بيتزوي (بالإنجليزية: Jeremiah Bitsui)‏ هو ممثل أمريكي اشتهر بدور فيكتور في المسلسل الأمريكي اختلال ضال على قناة AMC.

## روابط خارجية
- جيرامايا بيتزوي على موقع IMDb (الإنجليزية)
- جيرامايا بيتزوي على موقع قاعدة بيانات الفيلم (الإنجليزية)